# Бхуапур
Бхуапур (бенг. ভূয়াপুর, англ. Bhuapur) — город в центральной части Бангладеш, административный центр одноимённого подокруга. Площадь города равна 3,30 км². По данным переписи 2001 года, в городе проживало 23 705 человек, из которых мужчины составляли 50,22 %, женщины — соответственно 49,78 %. Уровень грамотности населения составлял 51,9 % (при среднем по Бангладеш показателе 43,1 %).